# 立法寺 (杉並区)
立法寺（りゅうほうじ）は、東京都杉並区和田にある日蓮宗の寺院。山号は長広山。旧本山は小湊誕生寺、潮師法縁。

## 歴史
永正3年（1506年）秋里氏の開基で、長広院日立を開山に赤坂に創建される。寛永8年（1631年）立法院日了によって再興されると青山権田原（現在の元赤坂付近）への移転を経て、元文2年（1732年）千駄ヶ谷村（現在国立競技場のある場所）へ移転した。安政2年（1855年）諸堂を焼失、大正8年（1919年）明治神宮外苑造営に伴って現在地へ移転した。現在の本堂は昭和56年（1981年）に再建されたもの。

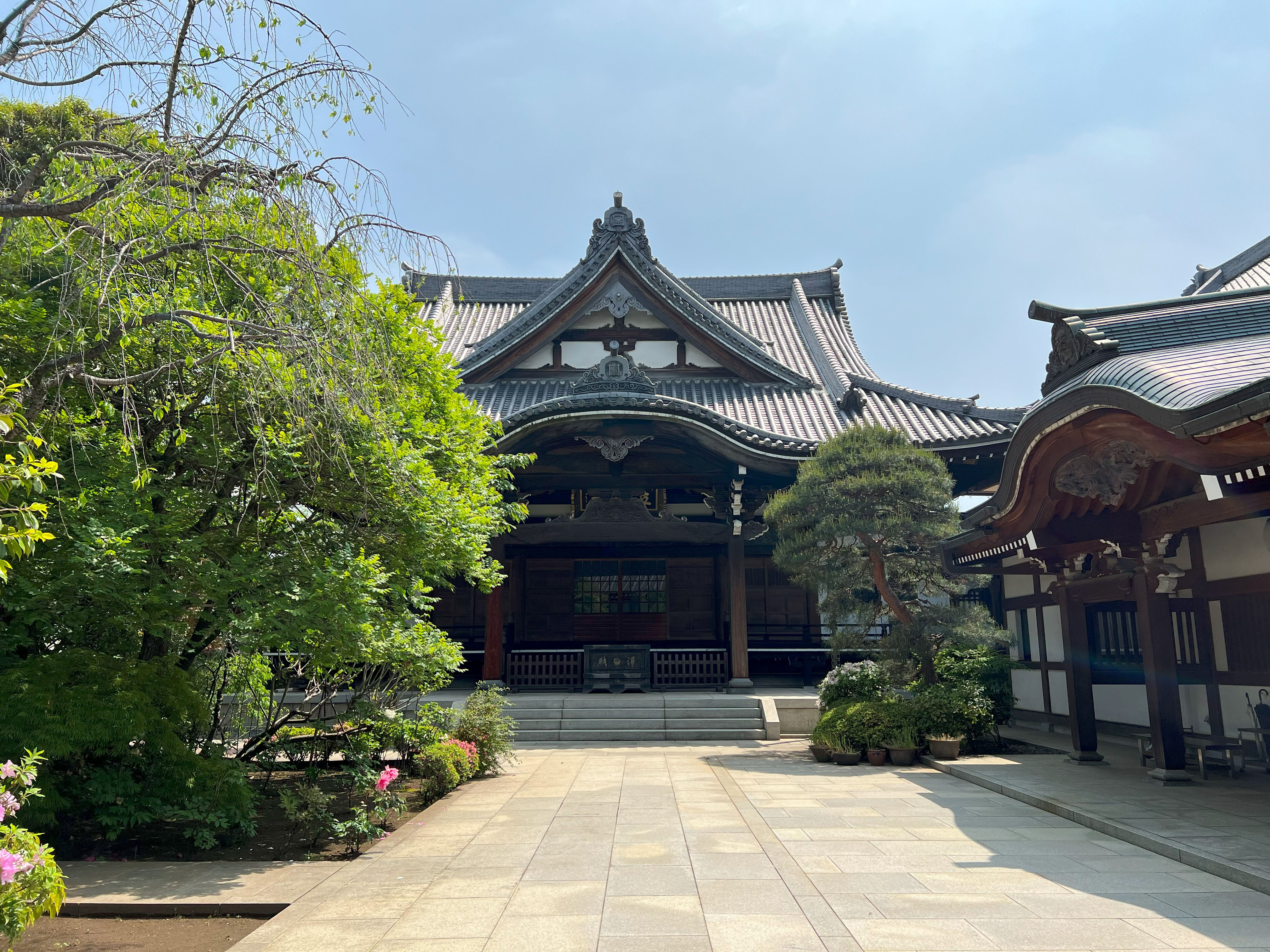
本堂

## 交通アクセス
- 地下鉄丸ノ内線中野富士見町駅より徒歩8分。
- 新宿駅西口(宿32系統　佼成会聖堂前行)・中野駅(中71系統 永福町行)よりバス(いずれも京王バス)「母子寮前」下車

## 参考資料
- 日蓮宗寺院大鑑編集委員会『宗祖第七百遠忌記念出版 日蓮宗寺院大鑑』大本山池上本門寺 (1981年)
- 中尾堯『日蓮の寺』東京書籍（1987年）
- 杉並区教育委員会『新修 杉並の寺院』杉並区教育委員会（2009年）